# Metamorphosis (Stargate SG-1)
Metamorphosis (Metamorfosis) es el décimo sexto episodio de la sexta temporada de la serie de televisión de ciencia ficción Stargate SG-1, y el episodio Nº 126 de toda la serie.

## Trama
El equipo SG Ruso regresa al SGC con un sujeto llamado Alebran que dice que Nirrti ha experimentado con su gente y muchos han muerto. Sin embargo, mientras lo llevan a enfermería, Alebran comienza a tener convulsiones y su cuerpo termina convirtiéndose en agua, para sorpresa de todos.
Poco después, como al parecer pocos jaffa protegen a Nirrti, el SG-1 y el SG-R van al planeta. El Coronel Evanov lleva al equipo a la fortaleza, donde, después de vencer a los guardias, entran. Dentro encuentran varias personas deformes. Uno de ellos, Wodan, dice que su diosa Nirrti los está ayudando porque están "enfermos" y además les muestra la máquina que está usando para ello, un resecuenciador de ADN.
El SG-1 intenta convencerlos de lo que les está haciendo en realidad Nirrti, y sobre lo ocurrido a Alebran, el hermano de Wodan. Planean ayudarlos, pero otro mutante, Eggar, que puede leer las mentes, se entera de que planean matar a Nirrti.
Mientras O'Neill contacta con Evanov, Jonas y Teal'c son llevados al sótano donde viven el resto de los "mutantes". Allí Wodan les quita sus armas usando telequinesis y los encarcela. En tanto, Carter se halla estudiando el resecuenciador cuando dos jaffa aparecen usando unos anillos de transporte, pero Carter logra aturdirlos con un Zat. Sin embargo, ella misma es aturdida por un disparo de la invisible Nirrti.
O'Neill llega luego al cuarto donde Nirrti tiene a Carter como rehén. En ese momento, un jaffa despierta, pero cuando Jack le dispara, Wodan detiene la bala usando telequinesis. O'Neill se ve obligado a bajar su arma, y Nirrti entonces le dispara con su Zat. Junto con Carter, son llevados al sótano y encarcelados.
Poco después, Wodan y Eggar traen al Coronel Evanov, quien revela que Nirrti utilizó la máquina en él. Carter luego también es llevada, y puede ver como Nirrti utiliza su aparato para alterar su ADN. Cuando Jonas es llevado intenta liberarse, pero Wodan lo detiene y lo trae ante Nirrti. Al analizar su ADN, ella se da cuenta de que es diferente de los otros seres humanos. En tanto, en la prisión, la condición de Carter y Evanov empeora. Este último finalmente muere de la misma forma que Alebran.
Más adelante, Nirrti intenta seducir a Jonas para que lo ayude, pero él rechaza esta propuesta para enojo de la goa'uld. Entonces Jonas es llevado de vuelta al sótano, donde el resto intenta convencer a Wodan de que Nirrti no es una diosa, e incluso incitan a Eggar a usar sus habilidades para leer la mente de Nirrti. Sin embargo, no les creen y llevan a O'Neill ante Nirrti. Allí, Jack le pide que cure a Carter y deje ir a su equipo, pero ella se niega. Luego, cuando Nirrti comienza a escanear a O'Neill, Eggar le dice que se detenga, porque él ha leído su mente y comprobado lo que decía O'Neill. Wodan entonces mata a los guardias y comienza a estrangular a Nirrti. Finalmente le rompe el cuello, para enojo de O'Neill, quien deseaba que Nirrti ayudara a Carter. No obstante, Eggar le asegura a O'Neill que él logró tomar el conocimiento necesario antes de matarla. Carter es después traída y Eggar revierte la manipulación hecha por Nirrti. Con el SG-1 liberado, Eggar dice que destruirán la máquina después de curar a su gente, comenzando por Wodan.

## Artistas invitados
- Jacqueline Samuda, como Nirrti.
- Teryl Rothery, como la Dra. Fraiser
- Alex Zahara, como Eggar.
- Dion Johnstone, como Wodan.
- Raoul Ganeev, como el teniente coronel Sergei Evanov.
- Alex Rae, como Alebran.
- Jaquie Janzen, como la Teniente Rush.
- Dan Payne, como el Comandante Jaffa.
- Gary Jones, como Walter Harriman.[3]